# John Canada Terrell
John Canada Terrell es un actor y productor cinematográfico estadounidense, reconocido principalmente por su participación en la película de Spike Lee She's Gotta Have It de 1986 y en una variedad de obras de teatro en Nueva York. Registró una nueva colaboración con Lee en el largometraje de 1990 Mo' Better Blues y ha aparecido en otras producciones para cine y televisión como Crime Story, Boomerang, La Ley y el Orden y Underground Kings.

## Filmografía

### Cine y televisión
- 2016 - Beast: Chronicles of Parker
- 2014 - Underground Kings
- 2014 - Myra's Angel
- 2008 - Leaf
- 2007 - The Adventures of Teddy P. Brains: Journey Into the Rain Forest
- 2005 - White Men Can't Rap
- 2004 - Forget Tomorrow
- 2004 - The Story of Breakout
- 2003 - Crooked Lines
- 2003 - The Black Ninja
- 2000 - Law & Order
- 1992 - Boomerang
- 1991 - The Five Heartbeats
- 1990 - The Return of Superfly
- 1990 - Mo' Better Blues
- 1990 - Def by Temptation
- 1990 - Elliot Fauman, Ph.D.
- 1989 - Rooftops
- 1988 - Afro Erotica 21
- 1988 - Tickled Pink
- 1987 - Magic Sticks
- 1987 - Scarecrow and Mrs. King
- 1986 - Crime Story
- 1986 - She's Gotta Have It
- 1986 - Recruits
- 1984 - The Brother from Another Planet